# Javier Reverte
Javier Martínez Reverte, que signava com Javier Reverte   (Madrid, 14 de juliol de 1944 - Madrid, 30 d'octubre de 2020), va ser un periodista i escriptor espanyol. Va treballar com a corresponsal de premsa a Londres, París i Lisboa. En qualitat d'enviat especial, ha recorregut nombrosos països del món durant els últims trenta anys i ha escrit sobre esdeveniments polítics i bèl·lics. És col·laborador en l'actualitat dels diaris i revistes més importants del país. També ha escrit guions per a la televisió.
La seva obra literària inclou dos poemaris —Metrópoli i El volcán herido. Inclou també diverses novel·les. La Trilogía de Centroamérica agrupa Los dioses debajo de la lluvia, El aroma del copal i El hombre de la guerra (Plaza & Janés, Punto de Lectura, 2000). Són tres novel·les independents entre si però lligades per la geografia —Nicaragua, Hondures i Guatemala— i l'època —els anys de guerra a la dècada dels vuitanta— en què es desenvolupa l'acció.
També va escriure novel·les curtes com Campos de fresa para siempre, Muerte a destiempo i La dama del abismo. Va escriure diversos llibres de viatges, com Corazón de Ulises (El País-Aguilar, Círculo de Lectores, 1999), Bienvenidos al Infierno (un viatge a Sarajevo), El sueño de África (Anaya & Mario Muchnik, Alianza bolsillo, 1998) i Vagabundo en África (El País-Aguilar, Punto de Lectura, 2000).

## Obra

### Llibres basats en viatges
- Trilogía de Centroamérica (novel·la):
  - I.- Los dioses bajo la lluvia (1986, Nicaragua)
  - II.- El aroma del Copal (1989, Guatemala)
  - III.- El hombre de la guerra (1992, Honduras)

- Trilogía de África:
  - I.- El sueño de África: En busca de los mitos blancos del continente negro (1996)
  - II.- Vagabundo en África (1998)
  - III.- Los caminos perdidos de África (2002)
- El ojo sentimental (2003)
- El río de la desolación. Un viaje por el Amazonas (2004, Amazonas)
- La última frontera (2004) (VV. AA.)[3]
- Corazón de Ulises (1999, Grecia, Turquía i Egipto)
- La aventura de viajar. Historias de viajes extraordinarios (2006)
- La canción de Mbama (2011)
- El río de la luz. Un viaje por Alaska y Canadá (2009)
- En mares salvajes. Un viaje al Ártico (2011)
- Colinas que arden, lagos de fuego (2012)
- Paisajes del mundo (2013)
- Canta Irlanda. Un viaje por la Isla Esmeralda (2014)
- Un otoño romano (2014)
- Un verano chino (2015)
- New York, New York... (2016)

### Novel·la
- Muerte a destiempo (1982)
- Campos de fresa para siempre (1986)
- La dama del abismo (1988)
- Todos los sueños del mundo (1999)
- La noche detenida (2000) I Premio de Novela Ciudad de Torrevieja
- El médico de Ifni (2005)
- Venga a nosotros tu reino (2008)
- Lord Paco (1985)
- Barrio cero (2010) XV Premi Fundació José Manuel Lara
- El tiempo de los héroes (2013)
- Banderas en la niebla (2017)

### Memòries i biografies
- Dios, el diablo y la aventura (2001, Pedro Páez)
- Soldado de poca fortuna: Jesús Martínez Tessier (2001), memorias de Jesús Martínez Tessier, coescrit amb Jorge Martínez Reverte
- El hombre de las dos patrias. Tras las huellas de Albert Camus (2016, Ediciones B)

### Periodisme
- Giscard d'Estaing presidente de Francia (1974)
- Bienvenidos al Infierno. Días de Sarajevo (1994)
- Billete de ida (2000)
- Paisajes del mundo (2013)

### Poemes
- Metrópoli (1982)
- El volcán herido (1985)
- Trazas de polizón. Poesía 1979-2004 (2005, Recopilatorio: Metrópoli, El volcán herido y Trazas de polizón)
- Poemas africanos (2011)